# Elaphidion manni
Elaphidion manni là một loài bọ cánh cứng trong họ Cerambycidae.